# Marantochloa mannii
Marantochloa mannii là một loài thực vật có hoa trong họ Marantaceae. Loài này được (Benth.) Milne-Redh. mô tả khoa học đầu tiên năm 1952.